# Vernon Alley
Pour les articles homonymes, voir Alley.
Vernon Alley, né le 26 mai 1915 à Winnemucca (Nevada) et mort le 3 octobre 2004 à San Francisco, est un contrebassiste.

## Biographie
Vernon Alley naît le 26 mai 1915 à Winnemucca.
Il étudie la clarinette et le piano avant de se consacrer à la contrebasse. Il commence sa carrière dans le Wes People's Band. Il joue ensuite dans l'orchestre du guitariste Saunders King. Dans les années 1940, il joue dans les big bands de Lionel Hampton (1940-1942) et de Count Basie en 1942. Pendant la Seconde Guerre mondiale, il joue dans l'orchestre de jazz de la Navy. Après guerre, et jusqu'à l'âge de 90 ans, il se produit avec sa propre formation dans la région de San Francisco. Il mène en parallèle  une carrière de disc jockey et  de présentateur de programmes télévisés à San Francisco. 
Il meurt le 3 octobre 2004 à San Francisco.